# Ерискирх
Ерискирх (њем. Eriskirch) општина је у њемачкој савезној држави Баден-Виртемберг. Једно је од 23 општинска средишта округа Бодензе. Према процјени из 2010. у општини је живјело 4.521 становника. Посједује регионалну шифру (AGS) 8435013.

## Географски и демографски подаци
Ерискирх се налази у савезној држави Баден-Виртемберг у округу Бодензе. Општина се налази на надморској висини од 400 метара. Површина општине износи 14,6 km². У самом мјесту је, према процјени из 2010. године, живјело 4.521 становника. Просјечна густина становништва износи 310 становника/km².